# Ludwig (série télévisée)
Pour les articles homonymes, voir Ludwig.
Ludwig est une série télévisée de comédie dramatique policière britannique diffusée par la chaîne BBC One en septembre 2024. 

## Synopsis
Sous le nom de plume Ludwig, John Taylor est un créateur de mots croisés attaché à sa routine. Un soir, sa belle-sœur Lucy le fait venir chez elle à Cambridge : son mari James, le frère jumeau de John, a disparu en laissant derrière lui une lettre d'instructions mystérieuse. Pour enquêter sur les raisons de son départ, John va prendre la place de James, qui est inspecteur de police. Il va se retrouver à résoudre des affaires de meurtre à l'aide de son esprit logique et de son goût pour les énigmes.

## Fiche technique
- Titre original : Ludwig
- Réalisation : Robert McKillop et Jill Robertson
- Scénario : Mark Brotherhood
- Sociétés de production : Big Talk et That Mitchell and Webb Company
- Sociétés de distribution : BBC One
- Pays d'origine :  Royaume-Uni
- Langue originale : anglais
- Format : couleur
- Genre : Comédie dramatique policière
- Nombre de saisons : 1
- Nombre d'épisodes : 6
- Durée : 58 minutes
- Dates de première diffusion :
  - Royaume-Uni : 25 septembre 2024 sur BBC One

## Distribution
- David Mitchell : John "Ludwig" Taylor et l'inspecteur James Taylor
  - Jakub Bednarczyk : John et James enfants
- Anna Maxwell Martin : Lucy Betts-Taylor
- Dipo Ola : DI Russell Carter
- Izuka Hoyle : DS Alice Finch
- Gerran Howell : DC Simon Evans
- Dorothy Atkinson : DCS Carol Shaw
- Dylan Hughes : Henry Betts-Taylor
- Sophie Willan : Holly Pinder
- Ralph Ineson : Chief Constable Ziegler

### Invités
- Karl Pilkington : DI Matt Neville
- Felicity Kendal : Lady Camilla Bryce
- Hammed Animashaun : Ross Barclay
- Ella Bruccoleri : Megan Rowland
- Paul Chahidi : Adrian Tate
- Allan Mustafa : Gary Jennings
- Sam Swainsbury : Mr Bishop
- Rose Ayling-Ellis : Ms Freya Chordwell
- Derek Jacobi : Mr Todd

## Production
Le scénariste Mark Brotherhood avait écrit pour les séries Meurtres au paradis et Father Brown.
Le journaliste Alan Connor, auteur de livres sur les mots croisés, a servi de consultant sur la série, et a créé des mots croisés attribués à "Ludwig" pour The Guardian.

## Épisodes
La série comporte six épisodes sans titre qui durent autour de 58 minutes.

## Accueil
The Telegraph parle de la série télévisée comme d'un « triomphe de comédie ».
Pour The Independent, c'est une série de cosy mystery tortueuse et plutôt ringarde.

## Lieux de tournage
La série a été tournée à Cambridge, en particulier autour de St John's College et la rivière Cam.